# Полупанов, Владимир Андреевич
Владимир Андреевич Полупанов (род. 28 июля 1949, Химки, Московская область) — советский и российский хоккеист, вратарь.

## Биография
Родился 28 июля 1949 года в Химках в семье Андрея Полупанова. Старший брат Виктор также хоккеист. Начинали играть в ДЮСШ «Динамо». В сезоне 1966/67 году был в ЦСКА, в следующем сезоне играл за «Крылья Советов», С сезона 1968/69 — в московском «Динамо», где играл до 1980 года, после чего завершил карьеру.
Обладатель Кубка СССР 1972, 1976. Финалист Кубка СССР 1970, 1974. Выступал за II и молодёжную сборные СССР. В 1974 входил в состав I сборной СССР, выезжавшей на матчи с профессиональными хоккеистами ВХА. Второй призёр чемпионата Европы среди юниоров 1968. В качестве вратаря провёл более 170 матчей. Был высокореактивным вратарём, одновременно сохранял спокойствие и мог выбирать место в воротах. С 1980 года занимался тренерской карьерой, был директором ДЮСШ «Динамо» в Москве.